# Dānah Mīsī
Dānah Mīsī (persiska: دانَه ميسی) är en ort i Iran.   Den ligger i provinsen Lorestan, i den västra delen av landet, 400 km sydväst om huvudstaden Teheran. Dānah Mīsī ligger 1 721 meter över havet och antalet invånare är 687.
Terrängen runt Dānah Mīsī är kuperad. Runt Dānah Mīsī är det ganska tätbefolkat, med 56 invånare per kvadratkilometer. Närmaste större samhälle är Harsīn, 17,5 km norr om Dānah Mīsī. Omgivningarna runt Dānah Mīsī är i huvudsak ett öppet busklandskap.